# Lost Odyssey
Lost Odyssey (ロストオデッセイ?, Rosuto Odessei) è un videogioco di ruolo alla giapponese del 2007 sviluppato da Mistwalker e pubblicato da Microsoft Game Studios per Xbox 360.
Realizzato dagli stessi sviluppatori di Blue Dragon, il titolo è stato ideato da Hironobu Sakaguchi e Kiyoshi Shigematsu. Hanno collaborato alla creazione del gioco il mangaka giapponese Takehiko Inoue e il compositore Nobuo Uematsu.

## Trama
Il mondo è stato sconvolto da una sorta di "Rivoluzione Industriale Magica" dovuta alla scoperta dell'esistenza di oscuri poteri magici nascosti nel genere umano.
La storia ruota attorno alla misteriosa figura di Kaim Argonar, protagonista del gioco nonché guerriero dotato di forza e poteri sovrumani. Dopo una lunga vita da immortale durata 1000 anni, Kaim perde la memoria. Comincia una lunga strada di redenzione, un viaggio atto a riacquistare i ricordi perduti e a fermare i piani del folle e malvagio Gongora, non senza l'aiuto di fidati compagni come Seth Balmore, Jansen Friedh e di tanti altri personaggi che via via andranno ad aggiungersi all'avventura intrapresa dall'eroe del gioco. Solo così Kaim potrà scavare a fondo nei meandri del suo passato, per non dimenticare luoghi, personaggi e compagni susseguitisi nel corso di 1000 anni di eventi che hanno segnato ora e per sempre la sua esistenza. Un motivo in più per combattere in un mondo sempre più calato nell'oscurità.

## Modalità di gioco
Lost Odyssey sfrutta il classico sistema di combattimento a turni tipico dei giochi di ruolo giapponesi, seppur con delle sostanziali modifiche. Infatti il giocatore può determinare, oltre al turno dei personaggi, anche la loro posizione sul campo di battaglia. Ciò porterà una maggiore protezione dagli attacchi ai membri del party che si trovano nelle linee posteriori ma, allo stesso tempo, anche uno svantaggio in fase di attacco. Sarà possibile vedere la classica schermata di Game Over anche con dei personaggi immortali. Infatti quando i punti-vita di Kaim e compagni scendono a zero, entreranno in una fase di "stallo", da cui usciranno dopo alcuni turni recuperando una parte dei punti-vita. Se tutti i personaggi muoiono o entrano in questa fase di "stallo", il gioco termina.
Altra sostanziale caratteristica è il sistema Anello Rivelatore (Aim Ring System), che permette di aumentare notevolmente la forza d'impatto di un normale attacco frontale. Ogni qual volta che il giocatore farà un attacco frontale, appariranno sul nemico in due diversi istanti degli anelli di puntamento. In base al tempismo con cui questi verranno puntati, apparirà un giudizio corrispondente a "Cattivo", "Buono" e "Perfetto".

### Opzioni di combattimento
Le 8 opzioni disponibili sono le seguenti:
- Attacco: esegue l'attacco fisico di base
- Abilità: usa una delle abilità specifiche del personaggio selezionato
- Incantesimi: usa una delle magie imparate dal personaggio selezionato
- Oggetto: usa uno degli oggetti posseduti
- Difesa: salta il turno mettendosi in posizione di difesa
- Equipaggia: equipaggia un oggetto
- Fuga: fugge dalla battaglia (se possibile)
- Formazione: permette di modificare la formazione del proprio gruppo sul campo di battaglia

### Attacchi magici
I personaggi usano anche poteri magici, ma con delle distinzioni. Infatti i personaggi mortali possono sviluppare le loro abilità magiche secondo il sistema più classico, mentre i personaggi immortali possono solamente scegliere una classe magica senza poter imparare nuove abilità. Gli attacchi magici si basano sui 4 classici elementi quali fuoco, acqua, vento e terra. Ci sono delle penalità o dei bonus di utilizzo in base al tipo di nemico che si andrà ad attaccare. Ad esempio un nemico elementale di fuoco sarà debole all'acqua che causerà quindi più danni del normale, mentre usando un attacco elementale del vento il nemico subirà meno danni o addirittura potrebbe assorbire i danni causatigli trasformandoli in punti-vita.

### The Aim Ring System
Così viene chiamato il sistema di combattimento di Lost Odyssey. Infatti quando il personaggio si lancerà alla carica del nemico, un anello bianco comparirà sullo schermo nella posizione del nemico attaccato. Mentre si corre alla carica, premendo il grilletto destro apparirà un secondo cerchio. Quando questo combacerà col primo, bisogna rilasciare il grilletto. La potenza dell'attacco dipenderà dal tempismo.

## Colonna sonora
L'intera colonna sonora è opera del compositore veterano della serie di Final Fantasy, Nobuo Uematsu che, per quanto riguarda i pezzi vocali (tra cui il tema principale del gioco), ha ricevuto la collaborazione della cantante Sheena Easton.

## Personaggi[6]
- Kaim Argonar, il protagonista della vicenda, un essere immortale, doppiato da Marco Balzarotti
- Lord Gongora, lo spietato antagonista che muove le fila delle disavventure di Kaim e dei suoi compagni, doppiato da Pietro Ubaldi
- Seth Balmore, un'altra immortale, ex piratessa, doppiata da Lorella De Luca
- Ming Numara, una regina immortale, doppiata da Patrizia Scianca
- Jansen Friedh,un mago mortale, doppiato da Andrea De Nisco
- Sarah Sisulart, moglie immortale di Kaim, doppiata da Dania Cericola
- Cooke,  nipote di Kaim e di Sarah, doppiata da Cinzia Massironi
- Mack, nipote di Kaim e di Sarah, doppiato da Silvana Fantini
- Tolten, principe ereditario della famiglia reale di Uhra, doppiato da Federico Danti
- Sed, figlio mortale di Seth Balmore, doppiato da Luca Sandri

## Accoglienza
La rivista giapponese Famitsū ha assegnato a Lost Odyssey 33/40.
Secondo le stime, sommando i mercati Usa, Giappone ed Europa il gioco ha totalizzato circa 900,000 copie vendute nel mondo. Ma grazie alla sua compatibilità con Xbox One, nel 2016, le vendite del gioco sono aumentate del 2000%.